# Pulau Kayuadi
Pulau Kayuadi är en ö i Indonesien.   Den ligger i provinsen Sulawesi Selatan, i den centrala delen av landet, 1 500 km öster om huvudstaden Jakarta. Arean är 18,7 kvadratkilometer.
Terrängen på Pulau Kayuadi är platt. Öns högsta punkt är 271 meter över havet. Den sträcker sig 9,7 kilometer i nord-sydlig riktning, och 3,9 kilometer i öst-västlig riktning.